# Павел Шатев
Павел Поцев (Апостолов) Шатев е български революционер, деец на Вътрешната македоно-одринска революционна организация, един от Солунските атентатори, а по-късно и един от създателите на Вътрешната македонска революционна организация (обединена), масон. Известен е с псевдонимите Георги Манасов, Павел П. Коцев, Павел Коцов, Падев, и Кратовалиев.

## Биография

### Ранни години
Роден е на 2 (15) юни 1882 година в град Кратово, тогава в Османската империя. Първоначалното си образование получава в българско училище в родния си град и след това от 1892 година в българското третокласно училище в Скопие, което завършва в 1896 година, а средното си образование, от IV до VII клас, получава в Солунската българска мъжка гимназия „Св. св. Кирил и Методий“, която завършва с матура в 1900 година. В 1901 година е назначен за учител в Лесново, Княжество България.
Участва в групата на гемиджиите, която извършва Солунските атентати през 1903 година. Взривява френския кораб „Гвадалкивир“. Заловен е и е осъден на смърт, по-късно присъдата му е заменена с вечно заточение в областта Фезан, Либия. През 1908 година е амнистиран и се връща да преподава в Солунската българска търговска гимназия. Впоследствие учи право в Софийския университет „Свети Климент Охридски“. След това учителства и упражнява журналистическа дейност. Специализира право в Брюксел в 1912 година. През 1912 година участва в списването на вестник „Беломорец“, близък до ЦК на ВМОРО. Става свидетел на разрушаването на Солунската българска мъжка гимназия от гръцки войски на 18 юни 1913 година и казва:
| „ | около 15 000 тома от библиотеките на българските гимназии и училища бидоха разграбени, разхвърляни по улиците, където гръцки тълпи се гавреха със славянската и българската писменост, като ги изгаряха на цели купища. През това време ние лично гледахме това варварско зрелище, как немилостиво и дивашки се хвърляха по улиците ценни книги, отбрани съчинения и редки пергаменти. | “ |

Взима участие в Първата световна война, по време на която изпълнява задачи на военното контраразузнаване (Военно-полицейската секция при Щаба на Българската армия) в Ниш.
След Първата световна война Шатев е виден деец на македонската емиграция в България. Представител е на Кратовското братство на Учредителния събор на Съюза на македонските емигрантски организации, проведен в София от 22 до 25 ноември 1918 година.
През 1920 година е назначен за управител на Мъстанлийска околия.

### Политическо развитие
През декември 1921 година, на първия конгрес на Македонската емигрантска федеративна организация е избран за неин председател. Поддържа добри контакти с правителството на Александър Стамболийски. В 1922 година Шатев чрез мисията на Руския червен кръст в България свързва МФО и Коминтерна и през юни 1923 година Филип Атанасов и Славе Иванов разговарят в Москва с Феликс Дзержински, Карл Радек, Георгий Чичерин и Михаил Трилисер. В 1923 година става член на партията на Никола Генадиев Народно единство. Междувременно през януари 1923 година е делегат от Крупнишкото македонско братство на обединителния конгрес на Македонската федеративна организация и Съюза на македонските емигрантски организации от януари 1923 година.
По-късно същата година емигрира във Виена, където се свързва със съветското посолство и се поставя в услуга на Коминтерна като разузнавач.
На 1 октомври 1925 година Шатев присъства на Учредителната конференция на ВМРО (обединена) представител на македонските братства в България и на македонската емиграция в Турция. На конференцията Шатев говори, че организацията трябва да действа сред населението, сред емиграцията в България и сред емиграцията в чужбина. Също така според него не само Майският манифест може да се използва като идейна основа, а и Меморандумът на Илинденската организация. В 1926 година Шатев пристига в Цариград, където се опитва да създаде комитет на организацията под маската на младежко спортно дружество „Гоце Делчев“, но този опит е провален от дейци на ВМРО.
На първата обща редовна конференция, свикана през есента на 1929 година в Берлин, става и официално разцепление. Част от дейците на ВМРО (обединена), сред които Павел Шатев, напускат прокомунистически ориентираната организация и на конференция в Цариград правят опит да създадат нова организация. През 1931 г. Шатев се връща в България, а от 1934 година работи като адвокат, в което време се отдава и на публицистика. В 1936 година е свидетел на Процеса срещу ВМРО (обединена).
На 1 ноември 1938 година Шатев публикува „Изложение от македонската общественост до световното обществено мнение“ с искане за създаване на „свободна и независима Македония, с равни права за всички македонци, без разлика на вяра и надорност“.
В годините на Втората световна война 1939 – 1945 се занимава с комунистическа конспиративна дейност. През 1941 година е интерниран, а през 1942 г. е арестуван и осъден в процеса срещу ЦК на БРП на 15 години затвор. Павел Шатев излиза на свобода на 8 септември 1944 г., когато е освободен от Кюстендилския затвор поради амнистия.

### Следвоенен период
След края на войната се установява във Вардарска Македония и участва в политическия ѝ живот. През септември 1944 година подписва в София „Апела към македонците в България“. На 27 октомври 1944 година е делегат на АСНОМ. Със заповед Н.16 от 17.1.1945 година на МВР на България Шатев е утвърден за член на Македонския научен институт. В първото македонско правителство (1945) е избран за министър на правосъдието, а през 1946 г. за подпредседател на Президиума на АСНОМ. На първите избори за парламент на Югославия е избран за народен представител.
През есента на 1946 година Павел Шатев пише жалба до българското посолство в Белград, в която твърди, че македонският език се сърбизира, че се прогонва българският език и иска намесата на Георги Димитров.
Изпаднал вече в немилост, след Резолюцията на Информбюро и разрива между Тито и Сталин, на 1 октомври 1948 година Павел Шатев и Панко Брашнаров пишат изложение за положението във Вардарска Македония до ръководителите на СССР и България Сталин и Димитров. В 14 точки те разкриват пълната картина на терора в Титова Македония. Обявяват се против политиката на Югославия към анексиране на Пиринска и Егейска Македония. Обвиняват ЮКП във вмешателство във вътрешната политика на Македония и дейността на АСНОМ, и проява на краен сръбски национализъм. Алармират, че азбуката на македонски език нарочно се сродява с караджицата и насилствено се сърбизира. Че македонската комунистическа партия действа изцяло в интерес на ЮКП и са забранени всички книги и вестници, с изключение на сръбските, а българските особено са забранявани. Забранявани са също и песните.
Пишат още, че:
| „ | ..да се ругае всичко българско, макар и да е исторически факт, че илинденците са се чувствали и са действали всякога и навсякъде като хора с българско съзнание | “ |

Павел Шатев пише още, че:
| „ | ...наложените от Белград лидери се стремят да смажат всичко българско, без да подбират средства за това. Онези, които проявяват някакво несъгласие с политиката на ЮКП, биват смятани за „несъзнателни и българофили“... | “ |

През септември 1948 година Шатев информира втория секретар на българското посолство в Белград, че смята за грешка текста в Резолюцията на 16 пленум на ЦК на БРП (к), в която се говори за българско малцинство в Македония, тъй като народът в голямата си част се чувства български.
Преди свалянето от поста си съобщава на приятеля си Христо Ампов, че във велешката и една от скопските гимназии са станали ученически демонстрации с възгласи като „Да живее България“ и „Долу Колишевски“, а милицията нахлува в гимназиите и започва борба с тях, оказвайки се принудена да превзема етаж по етаж. Учениците в отговор са хвърляли по милиционерите хвърчащи листове с лозунгите, написани на пишеща машина. Притиснатите на най-горния етаж ученици са арестувани, а другите бягат през прозорците на долните етажи. При разпитите арестуваните казват, че отхвърлят Колишевски, защото е сърбоманин, а пишещите машини са взети от училището. Арестуваните са откарани в затвора и пребити, част от тях са изгонени от училище. Водачът на скопската група Благой Панчев Велков е осъден на 13 години затвор, където умира от туберкулоза, Йонче Траянов лежи 4 години, а водачът на велешките бунтовници Благой Джанков е осъден на 7 години затвор, Кирил Кирков и Александър Ванев бягат в Гърция, в П.Велев, Кирил Б.Чушков, Саздо Трайков,Т. Лукаров и Милчо при обиска е открито оръжие и получават тежък побой. Подобни бунтове е имало и в Битоля, като ученикът Петър Динев е особено пострадал, получавайки присъда от 9 години затвор.
През 1949 е арестуван „като потенциален неприятел на държавата“ и е отстранен от политическия живот. В затвора в Скопие е задържан 11 месеца, а после е интерниран в Битоля, където е държан под домашен арест до смъртта му. На 30 януари 1951 г. Шатев е намерен мъртъв на битолското сметище.
Автор на книгите „В Македония под робство. Солунското съзаклятие (1903)“, „Националните малцинства и самоопределението на народите. Трагедията на Балканите“ и други.
Петър Карчев, приятел на Шатев и деец на ВМРО (обединена), пише за него:
| „ | Павел Шатев, бидейки високо честен човек, стана жертва на своята наивност, като в първите моменти от създаването на сегашната „федеративна“ република Македония повярва, че в идеята за „македонска нация“ не се съдържа никакво коварство. Обаче развитието на нещата отвори очите на Павел Шатев – той с време разбра, че Македония наново е жертва на банда политически аферисти, че нейното „освобождение“ е една фикция. Кулишевци и Димитър Влаховци бяха продали злочестното македонско население, в мнозинството си чисто българско, на сръбския шовинизъм. Павел Шатев нададе тревожен вик, но биде хвърлен в Битолския затвор. Изтезан морално и физически, този честен син на Македония и доблестен борец падна тежко болен и няколко дни след като го пуснаха от затвора се помина. | “ |

## Фамилия
Шатев е женен за Вера Шатева (1898 – 1962), сестра на Петър Мърмев. Павел Шатев има две дъщери, които дълги години живеят в Загреб. Милка Шатева почива на 27 януари 2013 година в хърватската столица на 92-годишна възраст.
Георги Петров Шатев от Кратово също е деец на ВМОРО.

## Памет
На Павел Шатев е наречена улица в квартал „Факултета“ в София (Карта).